# Papa Sotero
Sotero, noto anche come il "papa della carità" (Fondi, ... – Roma, 174 o 175), è stato il 12º vescovo di Roma e papa della Chiesa cattolica, che lo venera come santo. Fu papa tra il 166 e il 174/175.

## Biografia
Il Liber pontificalis riporta che Sotero, figlio di Concordio, sarebbe nato a Fondi, dove è ancora possibile visitare la casa nativa e dove ancora vivono i suoi discendenti; altri ne hanno ipotizzato l'origine greca, forse per l'interesse da lui mostrato verso i problemi delle Chiese di Grecia
Uno dei primi provvedimenti, dopo la sua elezione, fu quello di indire una raccolta di denaro da inviare per le necessità della chiesa di Corinto. La lettera che Sotero scrisse in nome della chiesa di Roma alla chiesa di Corinto è andata perduta, anche se Harnack ed altri hanno tentato di identificarla con la cosiddetta "Seconda Epistola di Clemente" (vedi papa Clemente I). Però è giunta fino ai nostri giorni la lettera di ringraziamento per questa raccolta inviata da Dionisio (o Dionigi), vescovo di Corinto. Il gesto assume una rilevanza che va oltre la semplice carità cristiana: Sotero assegna infatti alla Chiesa di Roma una posizione di soccorritrice delle altre chiese cristiane e, dunque, anche di guida sulla linea dell'amore e della carità tracciata dal messaggio evangelico. Ecco perché Sotero è noto anche come il "papa della carità".
In questo periodo si diffusero sempre di più le idee dell'eresia montanista, che portò a posizioni rigoriste e antisociali e che forse spinsero l'imperatore Marco Aurelio a proseguire nella repressione e persecuzione dei cristiani. Il potere imperiale non si preoccupava infatti di distinguere tra cristiani "ortodossi" e cristiani "eretici".
In merito alla persecuzione di Marc'Aurelio, Tertulliano riporta la notizia di un editto di tolleranza emesso dall'imperatore nei confronti dei cristiani a seguito del cosiddetto "Miracolo della legione fulminante". Riferisce che nel corso della campagna contro i Quadi del 174, una legione stava per essere annientata dal nemico perché debilitata da una gravissima siccità quando, in seguito alle preghiere di un gruppo di legionari cristiani, cominciò a piovere così violentemente che le truppe furono rinfrancate e i fulmini sbaragliarono il nemico, propiziando così la vittoria e la salvezza della legione. L'avvenimento è storicamente accertato (è anche raffigurato in uno dei bassorilievi della Colonna Antonina), ma sembra improbabile che l'autorità pagana lo abbia accreditato come intervento del Dio dei cristiani piuttosto che di Giove pluvio o di qualche altra divinità dell'olimpo romano. E infatti, nessun'altra fonte parla di editti di tolleranza da parte di Marco Aurelio.
Tra le decisioni prese da Sotero si ricordano la dichiarazione che il matrimonio era valido solo come sacramento benedetto da un sacerdote.
Reiterò il decreto che proibiva alle donne di toccare patena e calice e di bruciare incenso durante le cerimonie. Tale decreto costituì un momento importante nella storia della Chiesa e del rapporto tra la Chiesa di Roma e le donne; fin dai primissimi tempi, infatti, le diaconesse erano una figura presente nell'ordinamento ecclesiastico, con compiti ben definiti.

## Morte e sepoltura
Non ci sono prove che Sotero sia morto martire.
Venne sepolto nel cimitero di San Callisto a Roma. Secondo un'altra tradizione, invece, fu sepolto vicino alla Tomba di Pietro.
In seguito, al tempo di papa Sergio II, i suoi resti furono traslati nella Basilica dei Santi Silvestro e Martino ai Monti, dove una lapide del 1655 indica un preteso ritrovamento delle spoglie, e di lì nella Basilica di San Sisto Vecchio.
Secondo altre tradizioni una parte delle sue spoglie è custodita nella cattedrale di Toledo.

## Culto
La sua festa ricorre il 22 aprile.
Dal Martirologio Romano (ed. 2004):